# Aotea (Nouvelle-Zélande)
Aotea est la plus récente des banlieues de la ville de Porirua, qui est située à proximité de la capitale Wellington dans le sud de l’île du Nord de la Nouvelle-Zélande.

## Situation
Elle est localisée à courte distance de la ville de Porirua, qui sert de plate-forme de correspondance pour les banlieues de Wellington.
Elle est limitée au nord par Papakowhai, au nord-est par Ascot Park, à l’est par Waitangirua, au sud-est par Cannons Creek, au sud par la ville de Rānui (en), au sud-ouest par la ville de Porirua, à l’ouest par celle de Papakowhai et au nord-ouest par la crique naturelle nommée Porirua Harbour (en).

## Histoire
La plus ancienne des maisons a reçu son autorisation de construire en novembre 2005.
La ville a deux terrains de jeux pour les enfants et une maison de retraite.